# Sinfonía n.º 36 (Mozart)

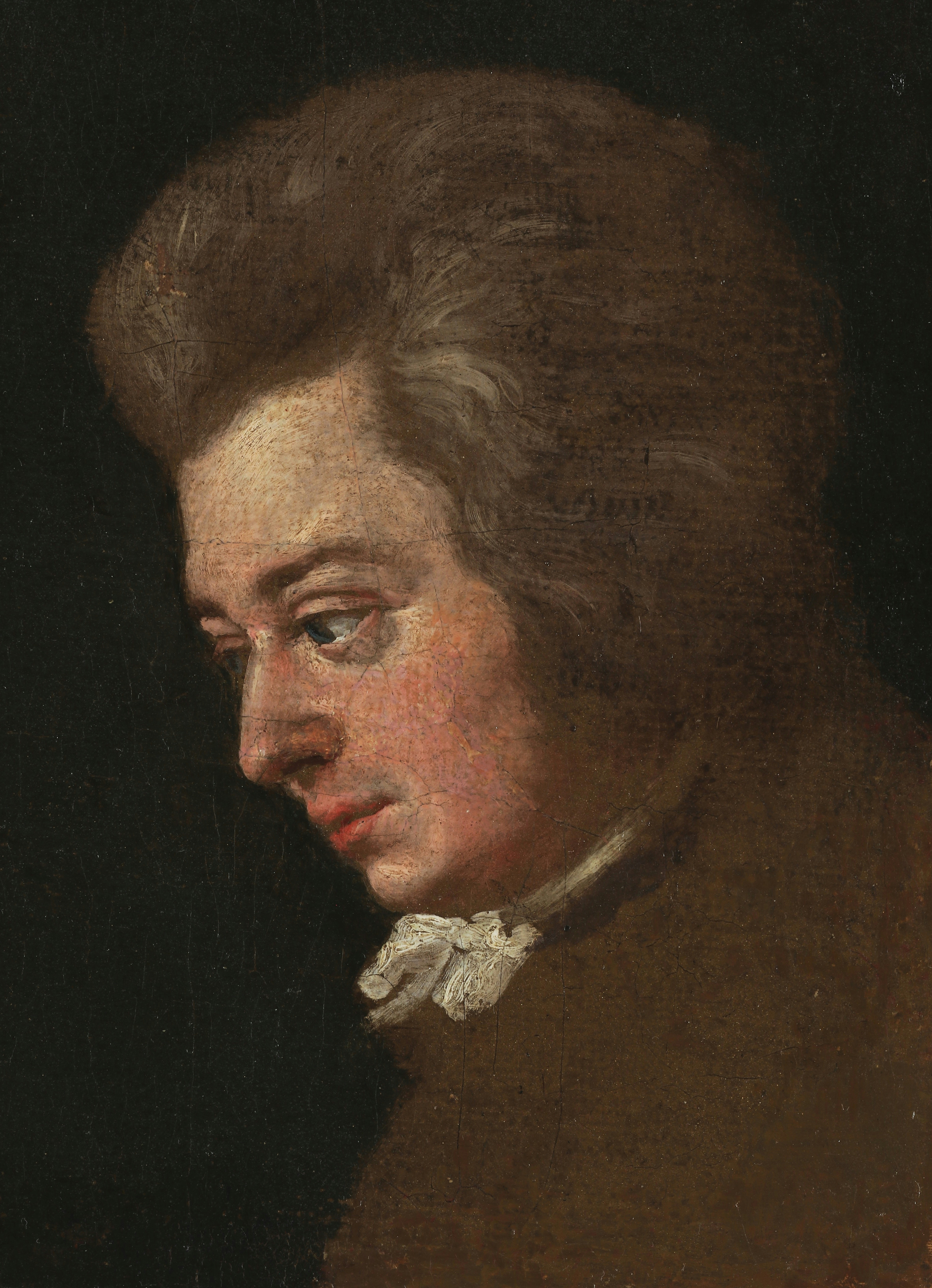
Mozart en 1782.

La Sinfonía n.º 36 en do mayor, K. 425, también conocida como Linz, fue compuesta por Wolfgang Amadeus Mozart en 1783, cuando el compositor tenía veintisiete años.

## Historia

### Contexto

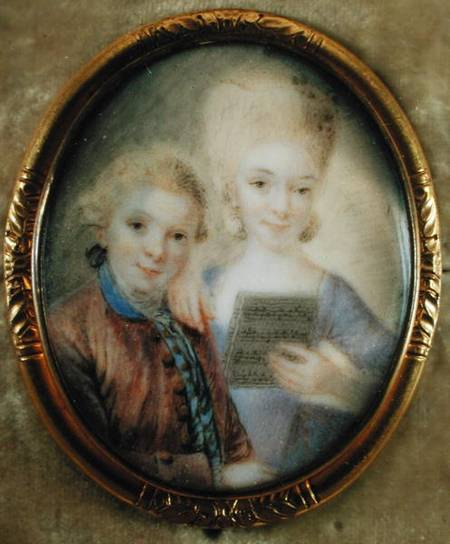
Wolfgang y Nannerl hacia 1763.

La carrera de Mozart como sinfonista había empezado en Londres durante el gran viaje de la familia Mozart por Europa entre junio de 1763 y noviembre de 1766. El padre Leopold Mozart planeó la gira para exhibir a sus prodigiosos hijos, Wolfgang y Nannerl en las principales cortes europeas. En ese tiempo Wolfgang compuso sus primeras obras del género, que tenían una deuda sustancial con las sinfonías de estilo galante italianizante en tres movimientos de Carl Friedrich Abel y Johann Christian Bach; también escuchó las sinfonías de compositores relevantes como Thomas Arne, William Boyce y Giuseppe Sammartini. Posteriormente Leopold y sus hijos pasaron en Viena varios meses de 1768 durante los cuales el joven maestro hizo un esfuerzo consciente por adaptar su estilo sinfónico a los gustos del público vienés, adoptando entre otras cosas la estructura en cuatro movimientos. Una afortunada consecuencia de los largos viajes del compositor en ciernes fue el contacto que le proporcionaron con una generosa muestra representativa de las tradiciones musicales europeas: alemana, británica, francesa e italiana.
El joven compositor y su padre realizaron tres viajes a Italia entre diciembre de 1769 y en mayo de 1773. En este periodo alternó sus visitas con estancias en Salzburgo durante las cuales creó la ópera Mitrídates, rey de Ponto, así como varias sinfonías con apreciable influencia del gusto italiano por la ópera bufa. En 1772 y 1773 el maestro austríaco vivió una etapa de entusiasmo por la escritura sinfónica, produciendo cada año siete nuevas sinfonías (n.º 15 - n.º 27). Después redujo su actividad en este campo y en los dos años siguientes sólo aparecieron tres nuevas piezas del género (n.º 28, 29 y 30). En 1778 realizó un largo y nefasto viaje a Mannheim y a París, durante el cual falleció su madre y su única producción relevante fue la Sinfonía n.º 31 "París". En enero de 1779 regresó a su ciudad natal donde creó otras tres sinfonías (n.º 32, 33 y 34) con las que cierra su etapa en Salzburgo.

### Composición
La composición de esta obra se desarrolló 1783. Esta fue su segunda sinfonía desde que había dejado su ciudad natal y se había instalado en Viena. El 4 de agosto de 1782 Wolfgang se casó con Constanze Weber en Viena, provocando tensiones en las relaciones con su padre que no veía con buenos ojos ese matrimonio. En julio de 1783, cuando la pareja llevaba un año casada, ambos hicieron una visita a casa de su padre en Salzburgo para que familia y amigos pudieran conocer a su esposa. Permanecieron allí hasta el 27 de octubre. Parece que Wolfgang tenía por objetivo mejorar las tensas relaciones entre su mujer y su padre, pero su tentativa no triunfó y en octubre decidió volver a Viena, decepcionado por la actitud de su padre. En el camino de regreso la pareja se detuvo en Linz, donde fueron abordados por un sirviente que les condujo a la residencia de Johann Joseph Anton, conde de Thun y antiguo mecenas de Mozart. Se quedaron con él tres semanas y el conde invitó al joven maestro a dar un concierto público en el teatro de la ciudad el 4 de noviembre. El compositor, que estaba de vacaciones, no llevaba consigo partituras de sus composiciones. Mozart explica el origen de la sinfonía que compuso para tal ocasión, y que desde entonces lleva el nombre de la ciudad para la que fue compuesta, en una carta su padre fechada el 31 de octubre de 1783. Tras relatar los detalles del viaje y la hospitalaria acogida que les dispensaron a él y a su esposa sus anfitriones, la familia Thun, Wolfgang prosigue:

«El martes 4 de noviembre daré un concierto aquí en el teatro de la academia – y como no llevo ninguna sinfonía conmigo, estoy escribiendo una nueva a toda velocidad, que debe estar terminada para entonces.»

Al anochecer del día del estreno, la sinfonía estaba acabada, las partituras estaban copiadas y fue ofrecida tal vez sin ensayar. La sinfonía denominada «Linz» había nacido.

### Estreno y publicación
El estreno se celebró el 4 de noviembre de 1783 en la Ballhaus de Linz y fue dirigida por el propio compositor. No se conservan detalles del programa restante, pero es probable que siguiera el formato habitual de los conciertos de Mozart en Viena: uno o dos conciertos para piano, arias y las improvisaciones para teclado solista por las que era famoso. Tras el regreso a casa de los Mozart, la Sinfonía "Linz" se interpretó de nuevo en un concierto de Mozart el 1 de abril de 1784 en el Burgtheater de Viena.
La primera edición fue llevada a cabo en 1793 por el editor Johann André en Offenbach, que publicó las partes. La partitura completa fue editada en 1880 por Breitkopf & Härtel en Leipzig, que la publicó bajo la denominación Wolfgang Amadeus Mozarts Werke, Serie VIII, No. 36.

## Instrumentación
La partitura está escrita para una orquesta formada por:
- Viento madera: 2 oboes y 2 fagotes.
- Viento metal: 2 trompas en do y 2 trompetas en do.
- Percusión: timbales en do y sol.
- Teclado: [clavecín].
- Cuerda: una sección de cuerdas con 2 violines (primero y segundo), 2 violas, violonchelo y contrabajo.

Es probable que se emplease el clavecín, si estaba presente en la orquesta, para reforzar la línea del bajo.

## Estructura y análisis
La sinfonía consta de cuatro movimientos:
- I. Adagio 3
4 – Allegro spiritoso, en do mayor 4
4
- II. Andante / Poco adagio, en fa mayor 6
8
- III. Menuetto – Trio, en do mayor 3
4
- IV. Presto, en do mayor 2
4

La interpretación de esta obra dura aproximadamente 30 minutos. Esta sinfonía adopta un esquema muy clásico, característico de las obras de Haydn y de las tardías de Mozart. Salvo el minueto, todos los movimientos tienen la forma sonata.

### I.Adagio – Allegro spiritoso
El primer movimiento, Adagio – Allegro spiritoso, está escrito en la tonalidad de do mayor, en compás de 3/4 que en el Allegro pasa a 4/4 y sigue la forma sonata (19 + 267 compases). Se abre con una introducción lenta, marcada Adagio, a la antigua de factura claramente haydniana, que como escribió un observador "despierta la espera de algo exaltado". Le sigue el cuerpo principal del movimiento, marcado Allegro spiritoso, que es un ejemplo perfecto de la escritura clásica de una sinfonía. De proporciones rigurosas y de carácter alegre pero noble, oscila entre un sentimiento heroico y una elegancia suave y espiritual, de forma que puede caer en una teatralidad decepcionante si está mal interpretado.
Esta es la primera de tres sinfonías, junto con la Sinfonía n.º 38 "Praga" y la Sinfonía n.º 39, en las que el Allegro principal va precedido por una introducción lenta en Adagio. A estas piezas se puede añadir el Adagio maestoso que Mozart añadió a una Sinfonía en sol mayor de Michael Haydn cuando necesitaba nuevas obras durante el apogeo de sus actividades de promoción de conciertos vieneses. La obra fue aceptada durante mucho tiempo dentro del canon de obras de Mozart como su Sinfonía n.º 37 en sol mayor, K. 444.

### II.Andante / Poco adagio
El segundo movimiento, Andante, está en fa mayor y en compás de 6/8 (104 compases). El movimiento lento fue publicado en la Antigua Edición Mozart como Poco adagio, indicación que había sido una sustitución gratuita del siglo XIX, y posteriormente en la Nueva Edición Mozart se repuso Andante, que era la anotación original del compositor. La música tiene la naturaleza de una siciliana debido al compás de 6/8. Hay incluso un cierto parecido temático con el tercer movimiento Largo alla siciliana titulado La Paix de la Música para los reales fuegos de artificio de Händel. Destaca por su melodiosidad, la multiplicidad de los temas secundarios, plenos de meditaciones interrogativas, así como por el carácter tranquilizador y afectuoso. Resulta también insólita la introducción de trompetas y timbales al Andante. Las trompetas y los timbales, a menudo silenciosos en los movimientos lentos de las sinfonías de esta época, se aplican de manera eficaz tanto en las partes exteriores como en la vibrante sección central.

### III.Menuetto – Trio
El tercer movimiento, Menuetto – Trio, está en do mayor y en compás de 3/4 (56 compases). El robusto minueto es un ejemplar eminentemente danzable, y ha sido interpolado como tal en algunas producciones tanto de Don Giovanni como de Las bodas de Fígaro.

### IV.Presto
El cuarto y último movimiento, Presto, retoma la tonalidad inicial y el compás es 2/4 (416 compases). El Finale, de carácter brillante y apolíneo, desemboca en una conclusión triunfante y en eso se asemeja a la Sinfonía "Haffner" del año anterior. Sobresalen los pasajes contrapuntísticos que contrastan con la textura homofónica predominante. En el Finale, al igual que en el movimiento inicial, se podría deducir del esquema general y de los propios temas que Mozart estaba escribiendo un homenaje consciente a Haydn. Pero en palabras de Alfred Einstein, "los pasajes cromáticos y la flexibilidad de la textura desconocidos para Haydn delatan la mano de Mozart, incluso cuando escribía con extrema prisa".

## Recepción de la obra
La sinfonía en su conjunto es el trabajo más logrado de Mozart en el género hasta la fecha y apenas muestra signos de la prisa con la que fue elaborada. Tras el estreno en Linz, rápidamente se hizo muy popular y aún hoy continúa siendo una de sus obras sinfónicas más interpretadas.